# Estación de Pasajes
La estación de Pasajes (en euskera y según Adif Pasaia) es una estación ferroviaria situada en el municipio español homónimo en la provincia de Guipúzcoa, comunidad autónoma del País Vasco.
Forma parte la línea C-1 de la red de Cercanías San Sebastián operada por Renfe. Cuenta también con servicios de Media Distancia. Además, por su proximidad con el puerto de Pasajes dispone de tráfico de mercancías.
Además tiene una conexión con el Topo de Euskotren, que une Hendaya con Lasarte a través de su línea de ancho métrico mediante la estación de Pasaia.

## Situación ferroviaria
La estación se encuentra en el punto kilométrico 627,932 de la línea férrea de ancho convencional que une Madrid con Hendaya a 3,73 metros de altitud.

## Historia
La estación fue inaugurada el 18 de octubre de 1863 con la puesta en marcha del tramo Irún-San Sebastián de la línea radial Madrid-Hendaya. Su explotación inicial quedó a cargo de la Compañía de los Caminos de Hierro del Norte de España, que mantuvo su titularidad hasta que en 1941 fue nacionalizada e integrada en la recién creada RENFE. Desde el 31 de diciembre de 2004, Renfe Operadora explota la línea mientras que Adif es la titular de las instalaciones ferroviarias.

## Servicios ferroviarios

### Media Distancia
La línea 25 de los servicios de Media Distancia de Renfe da servicio a la estación a razón de 3 relaciones diarias entre Irún y Vitoria en ambos sentidos. Algunos de los trenes continúan o provienen de Miranda de Ebro. 
| Línea MD | Trenes | Origen/Destino |  | Destino/Origen          |
| -------- | ------ | -------------- |  | ----------------------- |
| 25       | MD     | Irún           |  | Vitoria Miranda de Ebro |

### Cercanías
Los trenes de cercanías de la Línea C-1 se detienen de forma regular en la estación.